# Ali Nesin
Hüseyin Ali Nesin (Provincia de Estambul, Turquía, 18 de noviembre de 1956) es un matemático turco, ganador del Premio Leelavati. Fundador del Pueblo matemático de Nesin.

## Biografía
Nació el 18 de noviembre de 1956 en Estambul. 
Su padre es el conocido escritor Aziz Nesin y su madre es Meral Çelen. 
Después de la escuela primaria, completó la escuela secundaria en Saint Joseph High School en Estambul y la escuela secundaria en College Champittet en Lausana, Suiza. Entre 1977-1981, recibió una maestría en matemáticas de la Universidad Paris Diderot. Ali Nesin, quien más tarde hizo su doctorado en lógica matemática y álgebra en la Universidad de Yale en los Estados Unidos, asistió a la Universidad de California entre 1985-1986. Trabajó como miembro de la facultad en el campus de Berkeley. 
Fue arrestado y juzgado por "incitar al ejército a la rebelión" porque se opuso a la vacunación de soldados rasos con la misma jeringa cuando vino a Turquía para el servicio militar de corta duración. Fue absuelto al final del juicio.
Nesin está casado con Özlem Beyarslan y tiene 4 hijos.